# إدوارد لو

علم سفينة ادوارد لو

إدوارد لو أو نيد لو هو قرصان[ ؟ ] إنجليزي مشهور عاش في أواخر العصر الذهبي للقراصنة ، كان لصا في صغره، وبعد وفاة زوجته انضم إلى القراصنة في سواحل نيو انغلاند ، عمل تحت امرة اللحية السوداء في البداية كملازم وبعدها انفصل عنه وجمع اسطول[ ؟ ] من 4 سفن حربية صغيرة وقام بنهب سفن الشحن والصيد والسفن الخاصة، اشتهر بأحراق كل سفينة ينهبها دون ان يترك ناجين واكسبه ذلك سمعة سيئة وهيبة كبيرة في كافة البحر الكاريبي ،
دخل معركة مع سفينة"HMS Greyhound" وهي سفينة حربية ضخمة تابعة للبحرية الملكية البريطانية على متنها ما يعادل 150,000 جنيه استرليني لكنه فشل في ذلك وتدمرت سفينته تماما.
تم انقاذه من قبل سفينة شحن فرنسية وبعد ان تعرفوا عليه نقلوه إلى جزيرة مارتينيك الفرنسية وتم اعدامه فيها عام 1724 .
1. ↑  "معلومات عن إدوارد لو على موقع tradingcarddb.com". tradingcarddb.com. مؤرشف من الأصل في 2021-05-12.